# Dipartimento di Norte de Santander
Il dipartimento di Norte de Santander è uno dei 32 dipartimenti della Colombia. Il capoluogo del dipartimento è Cúcuta.

## Geografia fisica
Il dipartimento di Norte de Santander confina a nord e a est con il Venezuela, a sud con il dipartimento di Boyacá e Santander, a ovest con i dipartimenti di Santander e Cesar.
Il territorio è prevalentemente montuoso, con cime che superano i 3000 metri. Diviene pianeggiante nella parte nord-orientale, percorsa da fiumi che scendono verso il Lago di Maracaibo.

## Geografia antropica

### Suddivisioni amministrative
Il dipartimento di Norte de Santander si compone di 40 comuni:
- Ábrego
- Arboledas
- Bochalema
- Bucarasica
- Cáchira
- Cácota
- Chinácota
- Chitagá
- Convención
- Cúcuta
- Cucutilla
- Durania
- El Carmen
- El Tarra
- El Zulia
- Gramalote
- Hacarí
- Herrán
- La Esperanza
- La Playa de Belén
- Labateca
- Los Patios
- Lourdes
- Mutiscua
- Ocaña
- Pamplona
- Pamplonita
- Puerto Santander
- Ragonvalia
- Salazar de Las Palmas
- San Calixto
- San Cayetano
- Santiago
- Santo Domingo de Silos
- Sardinata
- Teorama
- Tibú
- Toledo
- Villa Caro
- Villa del Rosario